# لول الرصراص

تعديل مصدري - تعديل

لول الرصراص هي إحدى قرى عزلة أحور بمديرية أحور التابعة لمحافظة أبين، بلغ تعداد سكانها 211 نسمة حسب تعداد اليمن لعام 2004.